# Universidad Anáhuac México
Die Universidad Anáhuac México (UA) ist eine privat getragene katholische Universität in Mexiko mit zwei Standorten in Huixquilucan (Campus Nord) und Mexiko-Stadt (Campus Süd). Sie ist die Keimzelle des Hochschulverbundes Red de Universidades Anáhuac.

## Geschichte
1964 entstand die Universidad Anáhuac México auf dem Gelände des heutigen Campus Norte (Campus Nord) in Huixquilucan – anfangs als Universidad Anáhuac, da die anderen Anáhuac-Universitäten erst später hinzukamen. Gründer und erster Leiter war Marcial Maciel. Er gründete die Universität im Rahmen des Bildungsprojektes der Legionäre Christi, der von ihm ebenfalls ins Leben gerufenen christlichen Vereinigung.
Die Universität bekam den Namen Anáhuac aufgrund der Lage des Campus Norte in der Nähe der Lomas Anáhuac (wörtlich „Anáhuac-Hügel“) in Interlomas. Anáhuac stammt aus der Aztekensprache Nahuatl und bedeutet „beim Wasser“.
Der Leitspruch der Universität lautet Vince in bono malum („Überwinde das Böse mit Gutem“), ein Zitat aus dem Römerbrief (Röm 12,21).
1981 entstand eine zweite Anáhuac-Universität, die Universidad Anáhuac México Sur auf dem Gelände des heutigen Campus Sur (Campus Süd) in Mexiko-Stadt. Die bisherige Universidad Anáhuac wurde dadurch zur Universidad Anáhuac México Norte.
Anfang 2016 begann der Prozess der Vereinigung der bislang selbständigen Universitäten Anáhuac México Norte und Anáhuac México Sur zur Universidad Anáhuac México mit einem Campus Nord und einem Campus Süd.